# Evropaiko Komma
Evropaiko Komma (EVROKO), "Europeiska partiet", är ett centerpolitiskt parti på Cypern, grundat 2005 av Demetris Syllouris. Partiet är medlem i Europeiska demokratiska partiet (EDP), men partiet saknar mandat i Europaparlamentet och ingår därför inte i någon partigrupp i Europaparlamentet. Partiet härstammar från bland annat Gia tin Evropi ("För Europa").
I det nationella parlamentsvalet 2006 fick Evropaiko Komma 5,8 % och 3 av de totalt 56 mandaten.